# Dreams and Expressions
Dreams and Expressions es el tercer álbum de estudio del guitarrista alemán Michael Schenker, publicado en 2001 por el sello Shrapnel Records, aunque en algunos países fue lanzado bajo el nombre de MS 2000: Dreams and Expressions y por el sello SPV/Steamhammer Records.
Cuenta con veintiún pistas las que fueron nombradas por letras, hasta formar el título del álbum. Sin embargo, la última pista fue titulada como «título desconocido». En este además participaron Shane Gaalaas en la batería y Barry Sparks en el bajo, dando un toque más pesado al disco.

## Lista de canciones
Todas las canciones escritas por Michael Schenker.

| N.º | Título           | Duración |  |
| 1.  | «D»              | 1:34     |  |
| 2.  | «R»              | 2:40     |  |
| 3.  | «E»              | 1:09     |  |
| 4.  | «A»              | 1:22     |  |
| 5.  | «M»              | 1:53     |  |
| 6.  | «S»              | 1:44     |  |
| 7.  | «A»              | 0:37     |  |
| 8.  | «N»              | 3:38     |  |
| 9.  | «D»              | 1:47     |  |
| 10. | «E»              | 1:28     |  |
| 11. | «X»              | 1:54     |  |
| 12. | «P»              | 0:24     |  |
| 13. | «R»              | 0:35     |  |
| 14. | «E»              | 1:24     |  |
| 15. | «S»              | 2:04     |  |
| 16. | «S»              | 2:10     |  |
| 17. | «I»              | 0:49     |  |
| 18. | «O»              | 3:56     |  |
| 19. | «N»              | 3:44     |  |
| 20. | «S»              | 3:29     |  |
| 21. | «Untitled Track» | 4:29     |  |

## Músicos
- Michael Schenker: guitarra eléctrica
- Barry Sparks: bajo
- Shane Gaalaas: batería